# Soutien social
Le soutien social est un concept en psychologie dans lequel un individu reçoit de son environnement social l’information qu’il est aimé, estimé, valorisé et qu’il appartient à un réseau de communication au sein duquel les individus sont soumis à des obligations mutuelles. 
Ce concept fait l’objet de nombreuses conceptions qui rendent difficile son appréciation de façon consensuelle. Les chercheurs le décomposent en plusieurs dimensions, variables selon les auteurs, permettant de mieux l’étudier. Certains penchent en faveur de l’idée qu’il se caractérise par l’intégration sociale, le soutien reçu et la perception du soutien social (Barrera, 1986, Streeter et Franklin, 1992), tandis que d’autres considèrent que pour appréhender le soutien social il faut le décomposer en trois autres dimensions : les ressources du réseau de soutien, les comportements de soutien et l’appréciation du soutien (Vaux, 1988, 1992 ; Vaux et al, 1986).
Malgré ces difficultés de conceptions, il est utilisé dans plusieurs recherches de psychologie et domaines, notamment concernant ses effets sur le stress,.

## Effet protecteur
En sciences cognitives, Lazarus et Folkman (1984)  définissent le stress comme le produit d’une évaluation cognitive inconsciente des stimuli émis par l’environnement et impliquant un danger pour le bien-être. L’individu estime que l’environnement devient dangereux pour lui lorsqu’il ne dispose pas des ressources nécessaires pour y faire face. Le stress correspond ainsi à une réaction signalant cette absence de ressources pour s’adapter à la situation, ce qui peut alors mener à un état de détresse.

### Stresseurs et quelques effets
Différents éléments peuvent être sources de stress tout en se cumulant. Israel et al. (2002) en citent deux particulièrement importants du fait de leurs effets sur la santé :
- Les événements de vie, perturbant la vie quotidienne et faisant appel à différents types de réponses adaptatives. Parmi ces événements on peut citer des événements majeurs tels que le mariage, le décès d’un proche, etc. Selon Felner et al. (1983), ces facteurs de stress ont d’autant plus d’effet qu’ils peuvent eux-mêmes déboucher sur d’autres expériences stressantes, ce qui rallonge les périodes d’adaptation et augmentent les efforts à mettre en place.
- Les stresseurs chroniques, considérés comme plus discrets, qui sont des difficultés ou problèmes auxquels on est confronté sur une durée importante, comme les tracas quotidiens, une charge très importante de travail, le racisme, la pauvreté, etc.

Toutefois, tous ces événements ne sont pas considérés unanimement comme stressants selon la perception de chacun, les individus n’y réagissant ainsi pas de la même manière (Dwyer & Cummings, 2001).
De nombreuses études se sont intéressées aux effets du stress sur la santé, souvent considérés comme délétères, notamment pour les « stresseurs » chroniques, qui seraient associés à de nombreuses causes de mortalité et morbidité (hypertension, homicide, etc.) (Israel et al. 2002). Dans une méta-analyse réalisée par Herbert et Cohen (1993), il a été mis en évidence que le stress est relié à une diminution de certaines fonctions immunitaires et une augmentation de la quantité de globules blancs et une diminution de la quantité d’autres cellules impliquées dans le système immunitaire Ces effets seraient toutefois différents et irréguliers selon le type de stresseur, sa récence et sa durée. 
D’autres relations ont été mises en évidence, notamment entre le stress et les stratégies d’adaptation mises en place, celles-ci augmentant en quantité lorsqu’on se sent plus stressé. Certaines stratégies, comme l’évitement seraient toutefois associées à une augmentation du stress. (Dwyer & Cummings, 2001).
D’après plusieurs études (Israel et al., 2002 ; Catabay et al., 2019 ; Racine et al., 2019), le stress est également associé à un état d’anxiété, à des symptômes dépressifs, voire à des symptômes de stress post-traumatique si le stress est dû à un événement traumatique.

### L'effet protecteur du soutien social
L’environnement social pouvant atténuer les effets liés aux troubles anxieux et dépressifs, des chercheurs se sont intéressés aux effets du soutien social sur le stress. Des études se sont intéressés à son effet sur des aspects génétiques et environnementaux de ces troubles, dans le cadre de stratégies d’adaptation. Par exemple, des études animales ont permis de montrer que le soutien social permettrait de réduire la libération de cortisol provoquée par le stress . Des auteurs se sont récemment intéressés à son effet sur l’ocytocine, un neuropeptide supposé à la base d’effets protecteurs face au stress, qui augmenterait l’affiliation sociale, mais dont les effets seraient différents selon le sexe (les femmes plus réceptives au support social dont elles disposent que les hommes, notamment en situation de stress) et les pratiques parentales destinées à inculper de la discipline dans l’enfance. Riem et al. (2019) ont montré qu’en situation de stress, en présence d’un ami l’ocytocine permet de réduire le rythme cardiaque, de stimuler la motivation et de réduire l’anxiété, chez des participantes ayant enduré des expériences négatives dans l’enfance. 
Les effets du soutien social sur le stress ont été largement étudiés chez les femmes. Israel et al. (2002) se sont intéressés aux effets de différents types de soutien social chez des femmes exposées à des stresseurs chroniques liés à un salaire bas : le soutien émotionnel (comportements bienveillants permettant à autrui de réguler ses émotions) et instrumental qui consiste à apporter du soutien matériel ou tangible, à rendre service. Si les deux types de soutien avaient un effet prédicteur, c’est le soutien matériel qui permettait le mieux de prédire les conséquences sur la santé. Les effets du soutien social chez les femmes exposées à des stresseurs chroniques ou à des événements traumatisants et sources de PTSD sont largement documentés dans la littérature scientifique. Un autre exemple de résultat permettant de proposer des effets protecteurs du soutien social sur le stress, est l’expérience de Catabay et al. (2019) sur des femmes ayant souffert de violences sexuelles et à risque d’avoir contracté une maladie sexuellement transmissible. Leur étude a montré que le soutien social permettait de réduire le stress perçu par la situation ainsi que les symptômes dépressifs ou de stress post-traumatique, et qu’il avait un effet médiateur sur la résilience, le stress perçu chez les participantes étant moins associé à l’état de santé psychologique. De plus, les résultats indiquent qu'un faible niveau de soutien social avait des effets inverses. Racine et al. (2019) ont récemment eu des résultats prometteurs sur un échantillon de 3388 femmes enceintes ou en période de post-partum (période perturbante à la fois physiologiquement et psychologiquement). Le soutien social par les proches (familles, amis, et surtout du partenaire) permet, d'après leurs résultats, une diminution graduelle, mais différée par rapport au soutien apporté à un moment donné, du niveau de stress. Toutefois une augmentation du stress était associée à une baisse du soutien social accordé de façon différée également. 
Le soutien social a également fait ses preuves sur des hommes. Gore (1978) s’est intéressé aux effets sur la santé dus à la perte d’emploi et a mené une étude longitudinale sur des hommes au chômage. L’absence de support social a été associé à une plus forte et plus instable concentration de cholestérol, à plus de dépression et à d’autres symptômes de maladies en tout genre. L’auteur note également que le milieu (urbain ou rural) dans lequel évoluent les gens a une influence sur le soutien social reçu, le milieu urbain permettant moins de support social que le milieu rural. 
Le soutien social est ainsi supposé être un facteur protecteur dans tous les contextes pourvoyeurs de stress, comme le montre l’exemple de Floru et Cnockaert , qui le préconisent face au burn out ou épuisement émotionnel, qui serait d’ailleurs favorisé par l’absence de soutien social. Elle provoquerait un sentiment d’isolement, menant à une perte de la confiance en soi et à une diminution du sentiment de réalisation personnelle. Dans le contexte professionnel le soutien social se manifesterait par l’apport de confort émotionnel, le partage de valeurs communes et la même perception de la réalité, l’écoute active de la part des collègues de travail, des critiques lorsque le comportement sur le lieu de travail est jugé inadéquat et du support technique. Les auteurs insistent d’ailleurs sur le fait que le soutien apporté par ceux avec qui l’environnement de travail est partagé est plus efficace que le soutien familial face au burn out ou à son vécu, et permet même la satisfaction au travail. 
Ces effets du soutien social sont désignés par certains chercheurs en psychologie comme un effet tampon (appelé buffer en anglais), permettant de modérer les effets du stress lorsqu’il est élevé. Les précurseurs de cette théorie serait l’équipe de Nuckolls (1972), suivis par de nombreux autres chercheurs depuis. Hyman et ses collaborateurs (2003) sont arrivés à la même conclusion dans une étude testant les effets du soutien social sur 172 femmes ayant vécu une expérience d’abus sexuels. Leurs résultats suggèrent que l’effet tampon est essentiellement assuré dans ce contexte par deux types de soutien social spécifiques. Le soutien d’estime de soi, qui protégerait face au développement de syndrome de stress post-traumatique, et le soutien face à l’évaluation. Le soutien social faciliterait ainsi l’ajustement des victimes, notamment en influençant l'évaluation cognitive de l'expérience vécue (Tremblay, 1999) et en favorisant le maintien d’une estime de soi positive. 
Des auteurs ont détaillé dans quelles mesures le soutien social protège face aux effets du stress. C’est le cas de Feeney et Collins (2015), considérant que les relations étroites avec ceux auxquels on est attachés, et qui sont de bonne qualité, comme avec le compagnon ou la compagne, sont au cœur de ces effets. La recherche de soutien social lorsqu’on est exposé à du stress permettrait de donner un sentiment de sécurité et la sensation de disposer des ressources nécessaires pour faire face à la situation. Cela permet l’établissement d’une base sécurisée, grâce à un catalyseur émotionnel (personne qui donne du soutien) qui favorise de surcroît le développement de celui qu’il épaule. Pour cela, Fenney et Collins (2015) préconisent des conditions à réunir qui sont d’encourager l’individu en ayant besoin dans ses engagements, de ne pas en donner lorsqu’il n’est pas nécessaire et se montrer disponible lorsque la base sécurisée est nécessaire. De plus, selon ces auteurs, le partenaire soutenant l’individu doit se montrer réactif et répondre à trois conditions préalables, associées à la personnalité, et ayant fait l’objet de travaux empiriques sur le bien-être et les effets liés au stress. Ces conditions sont les compétences, les ressources cognitives et émotionnelles, et la motivation altruiste. 
Néanmoins tous ces effets protecteurs du soutien social sont à considérer avec modération, certains auteurs tels Krause (1986) et Cobb (1976)considérant que leur effet est partiel, et limité à certains types de soutien social, comme l’ont montré certains travaux précédemment cités. De plus leur impact serait plus visible selon le type de stress vécu. Cobb (1976) considère que ces effets sont plus importants dans le cadre de crises et changements majeurs de la vie (décès, maladie, alcoolisme, grossesse, perte d’emploi, etc.), favorables à l’apparition de symptômes pathologiques. Il permettrait dans ces cas de réduire la quantité de médicaments nécessaires à l’amélioration de l’état de l’individu en souffrance et de faciliter l’observance de ses traitements, surtout sur le long terme.

## Les effets négatifs du soutien social
En général, le soutien est perçu comme un élément positif, censé aider l’individu à maintenir sa santé psychologique. Cependant, le soutien social peut, dans certains cas, avoir des effets négatifs sur l’individu.

### Dépendance à autrui
Malgré ses effets prometteurs, le soutien social peut également avoir des effets négatifs et provoquer de la dépendance vis-à-vis d’autrui, essentiellement lorsque les critères précédents ne sont pas respectés. Ce cas de figure peut se produire lorsque la personne supposée soutenir un autre individu se révèle insensible ou qu’elle ne répond pas assez à la demande de soutien qui lui est faite. Fenney et Collins (2015) considèrent que ce type de comportements rend la base sécurisée éphémère, et favorise une dépendance excessive ou une sous-dépendance.
D’après ces mêmes auteurs, dans le cas d’une dépendance excessive, l’individu cherchant du soutien social s’accroche à des personnes qu’il considère importantes pour lui-même, mais dont la disponibilité lui semble incertaine. Il peut également s’accrocher à d’autres personnes qui interfèrent avec le soutien social déjà fourni par certains. Concernant la sous-dépendance (ou autonomie défensive), il s’agit du cas de figure dans lequel l’individu se confronte à un environnement dans lequel ceux dont il attendait du soutien ont rejeté leur demande ou y ont été insensibles.

### Estime de soi
Dans le cas où une personne se rend compte qu’elle est dépendante d’autrui pour faire face à des situations indésirables, l’estime de soi est menacée (Curchod-Ruedi & Doudin, 2012). Un manque d’équité peut-être perçu par la personne qui perçoit le soutien, elle peut donc ressentir un sentiment de redevabilité vis à vis de ses collègues mais en ayant la vision de ne pas pouvoir rendre la pareille (Truchot, 2004).
Ainsi une personne peut se sentir assouvie par le besoin d’équité qui peut être perçu lorsqu’elle reçoit du soutien social. C’est-à-dire qu’elle peut se sentir incapable de rendre la pareille à la source du soutien reçu. Ce sentiment de ne pas être capable de soutenir autrui peut devenir stressant et entraîner une baisse de l’estime de soi.

## Controverses
Bien que la plupart des études précédemment citées semblent présenter des résultats relativement fiables et robustes, il est néanmoins nécessaire d’en examiner les éléments méthodologiques et théoriques sous-jacents afin de s’en assurer.

### Limites théoriques
Premièrement, les conclusions divergent autour de l'hypothèse de l’effet tampon du soutien social sur le stress. En effet, bien que certaines expériences rapportent des résultats concluant sur son existence, d’autres ne permettent de valider cette hypothèse. Selon Heller et Swindle (1983), uniquement six des quatorze études ayant cherché à démontrer cet effet permettraient de fournir une preuve minimale (moindre) de l’existence de cet effet. Finalement, très peu de preuves scientifiques étayent, à ce jour, cet effet tampon du soutien social. 

### Limites méthodologiques
D’autre part, la plupart des expériences sur l’effet du soutien social sur le stress se sont portées sur des femmes, et notamment celles victimes d’événements de vie particulièrement traumatogènes. Le stress auquel elles étaient confrontées était très important et il est alors difficile de généraliser les effets du soutien social à une série d'événements plus anodins, moins spécifiques, ou encore à des stresseurs chroniques plus communs. De plus, obtenir les mêmes effets du soutien social dans une population masculine qui aurait subi les mêmes événements s’avère difficilement envisageable. En effet, comme le rapporte Hyman et ses collaborateurs (2003) dans leurs écrits, les hommes pourraient ne pas être réceptifs aux mêmes formes de soutien social que les femmes. 
De même, il est possible que d’autres variables confondues permettent d’expliquer la réduction des conséquences de ces événements sur la santé mentale. En effet, des facteurs endogènes ; internes, tels que la résilience, pourraient entrer en jeu dans ces circonstances. 
Dernièrement, il faut prendre en compte que la majorité des conclusions sur le lien existant entre le soutien social et le stress sont basées sur les conclusions d’études corrélationnelles et non causales. Il est en effet complexe pour des chercheurs de réaliser des expériences dans lesquelles ils manipulent le support social de leurs participants, mais cela implique que l’on ne peut attribuer de façon catégorique au soutien social les améliorations observées sur l’état de santé des participants. Il faut donc encore réaliser des études plus poussées.